# Ecnomus perpendicularis
Ecnomus perpendicularis är en nattsländeart som beskrevs av Li och Morse 1997. Ecnomus perpendicularis ingår i släktet Ecnomus och familjen trattnattsländor. Inga underarter finns listade i Catalogue of Life.